# Robert Daublebský ze Sternecku (matematik)
Robert Daublebský (také Daudlebský, Doudlebský) ze Sternecku, německy Robert Daublebsky von Sterneck (5. dubna 1871 Vídeň - 18. března 1928 Graz) byl rakouský matematik a pocházel z rodu Daudlebských ze Sternecku.

## Rodina
Narodil se ve Vídni do rodiny geodeta Roberta Daublebského ze Sternecku. Pocházel z pražské větve rodu, založené budějovickým purkmistrem Františkem Daublebským ze Sternecku (1750–1815).

## Život
Od roku 1889 studoval matematiku na vídeňské univerzitě a promoval zde v roce 1893. Byl volontérem (dobrovolníkem) v unierzitní knihovně a od roku 1898 byl sekretářem (amanuensis) v knihovně vídeňské technické univerzity. V roce 1895 byl ve Vídni habilitován a od roku 1896 byl privátním docentem na vídeňské univerzitě. Přednášel diferenciální geometrii, analytickou číselnou teorii a algebru. V roce 1904 se stal profesorem černovické univerzity a v roce 1907 se stal profesorem na univerzitě Graz a zde byl v letech 1913/14 děkanem filozofické fakulty.
Byl členem Deutsche Mathematiker-Vereinigung (spolek německých matematiků), moskevské matematické společnosti a Circolo Matematico di Palermo.